# Men si tarsil
Men si tarsil è un singolo della cantante bulgara Andrea, pubblicato il 15 maggio 2009 come estratto dall'album omonimo.